# Do Polaków

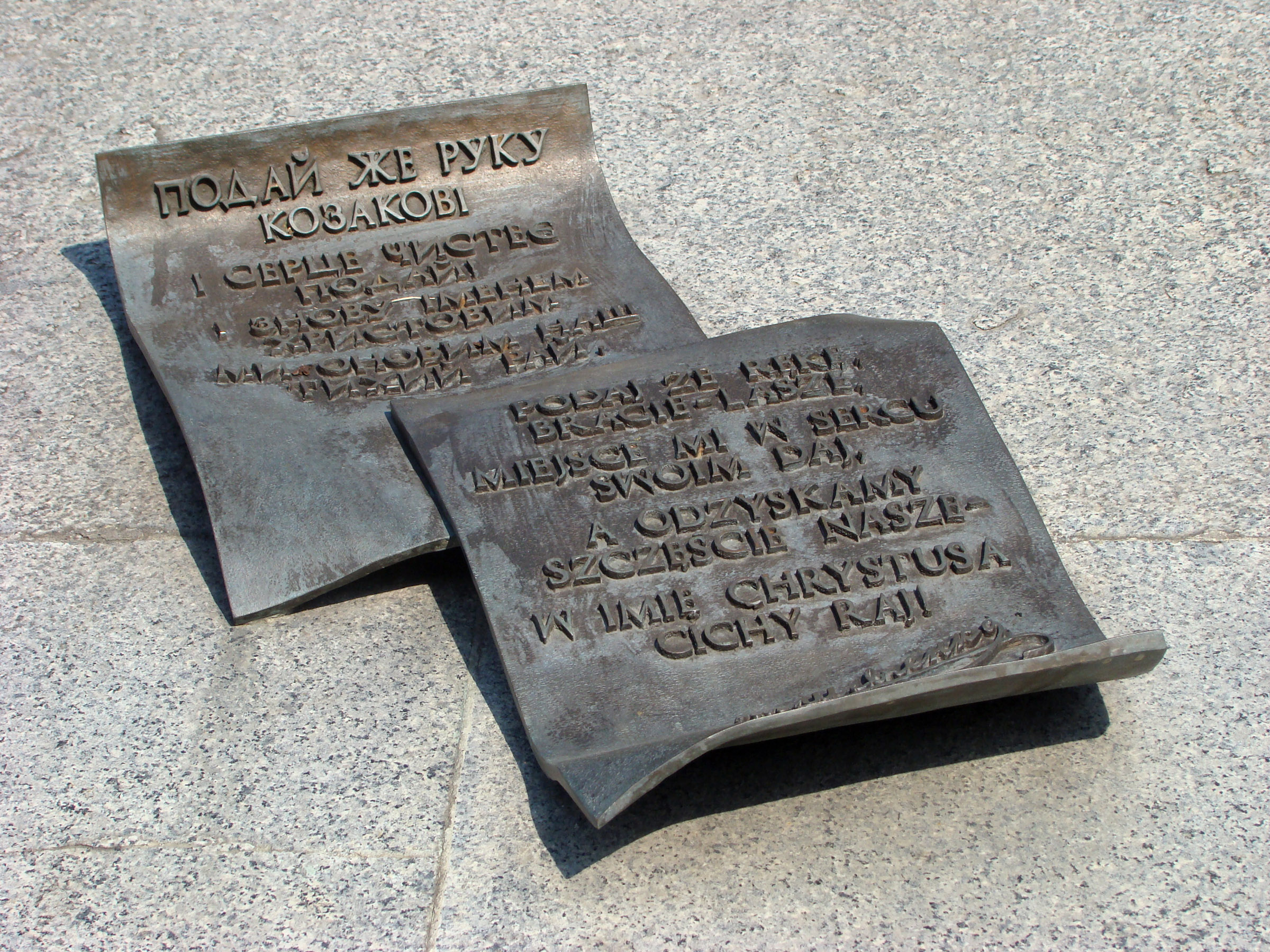
Cytat z wiersza Do Polaków umieszczony na postumencie pomnika Tarasa Szewczenki w Warszawie

Do Polaków (ukr. Полякам) – wiersz Tarasa Szewczenki napisany w okresie między rokiem 1847 a 1850 w Twierdzy Orskiej. 

## Okoliczności powstania utworu
Wiersz Do Polaków powstał w czasie zesłania Szewczenki do Orska i jest najpełniejszą wykładnią poglądów ukraińskiego poety narodowego w sprawie wpływu Polski na historię ziem ukraińskich, jak również perspektyw współdziałania obydwu narodów w walce o niepodległość swoich krajów. Był uzupełniany i dopracowywany także po wyjściu Szewczenki na wolność, około 1858. 

## Treść
Poeta zwraca się w wierszu do Polaków, wspominając czasy świetności Kozaczyzny i zastanawiając się nad przyczynami nieszczęść Ukrainy. Stwierdza, że w przeszłości Kozacy i Polacy nie byli wrogami. Sytuacja zmieniła się, gdy polscy magnaci rozpoczęli kolonizację ziem ukraińskich, a księża rzymskokatoliccy zaczęli propagować wiarę katolicką w miejsce prawosławia. Wówczas doszło do krwawych walk między Polakami a Kozakami, które ostatecznie uniemożliwiły porozumienie między nimi. Poeta wierzy jednak, że ciągle jest ono możliwe. Zwraca się do Polaków, by podali Kozakom rękę i wspólnie z nimi odbudowali „raj nasz cichy”. 

## Cechy utworu
Zdaniem Mariana Jakóbca wiersz Do Polaków należy traktować jako uzupełnienie przesłania wierszy Szewczenki, w których mówi on o przyczynach zniewolenia swojej ojczyzny o dosłowne wskazanie, iż wrogami Ukrainy są nie wszyscy Polacy, a jedynie magnaci kolonizujący ziemie ukraińskie i księża rzymskokatoliccy, którzy siłowo propagowali swoją wiarę na tych obszarach. Dzieło zbudowane jest na kontraście – z jednej strony Szewczenko ukazuje sielankowy obraz wcześniejszego pełnego porozumienia Polaków i Kozaków, z drugiej podkreśla krwawy przebieg konfliktu między obiema stronami, do jakiego doszło za sprawą działalności wskazanych wyżej osób. Ratunkiem i szansą na porozumienie ma być wzajemna miłość w duchu chrześcijańskim. Tym samym wiersz Do Polaków staje się jednym z coraz częstszych w późnej twórczości Szewczenki nawiązań do historii i etyki chrześcijaństwa. 
Wiersz przyjmuje podobną konwencję zwrotu do narodu, jaką reprezentował wcześniejszy utwór adresowany do Ukraińców, Do umarłych i żywych i nienarodzonych rodaków moich na Ukrainie i nie na Ukrainie list mój przyjacielski.

## Publikacja
Wiersz ukazał się po raz pierwszy drukiem we Lwowie, na łamach Dziennika Literackiego, w języku ukraińskim, ale zapisany alfabetem łacińskim, w 1859. Pierwszy przekład utworu został dokonany już dwa lata później. Na język polski był on tłumaczony przez Juliana Ejsmonda, Eugeniusza Żytomirskiego, Bohdana Żyranika i Zofię Wojnarowską. 